# Versus (Tony Cragg)
Versus ist eine Skulptur des britischen Bildhauers Tony Cragg, die er in mehreren Größen und Farben geschaffen hat. Sie wird zu Tony Craggs Werkgruppe „rational beings“ (deutsch: „rationale Wesen“) gezählt.

## Lage und Beschreibung
Es gibt mehrere Ausführungen dieser Bronzeskulptur.
- Versus (2011), im Skulpturenpark Waldfrieden in Wuppertal. Diese Version ist schwarz.[1]
- Versus (2012), im Skulpturenpark der Cass Sculpture Foundation in West Sussex, England. Diese Version ist schwarz und hat die Maße 266 × 285 × 150 Zentimeter.[2]
- Versus (2012), diese Version (Lisson Gallery) ist grün und hat die Maße 150 × 160 × 55 Zentimeter.[3]
- Versus (2013), diese Version (Leila Heller Gallery) ist schwarz und hat die Maße 65 × 81 × 26,9 Zentimeter.
- Versus (2014), diese Version (Beyer Projects) ist grün und hat die Maße 149 × 165 × 64 Zentimeter und ruht auf einen Sockel von 41 × 102 × 41 Zentimeter.[4]
- Versus (2017) hat die Maße 160 × 150 Zentimeter (Höhe und Breite) und ruht auf einem 40 Zentimeter hohen Sockel. Nach Cragg ist dies ist die einzige Version, die speziell für Innenräume geschaffen wurde. Sie ist vom selben rot, wie die Version, die während der Ausstellung Tony-Cragg-Retrospektive „Parts of the World“ 2016 im Von der Heydt-Museum gezeigt wurde. Cragg bezeichnet die blutrote Farbe als „scarlet rot“. Das Gewicht dieser Bronzeskulptur beträgt 650 Kilogramm. Sie befindet sich seit April 2017 im Wuppertaler Von der Heydt-Museum und gehört seitdem zur Dauerausstellung.[5][6]

Museumsleiter Gerhard Finckh (Von der Heydt-Museum) sagte 2017 über diese Skulptur Versus (2017) in rot:

„Diese Skulptur könnte ein neues Signet des Museums werden. Es ist, als würde man bei einem Sonnenaufgang in die Sonne schauen.“

## Geschichte

Leitmotiv der Tony-Cragg-Retrospektive „Parts of the World“ 2016 im Von der Heydt-Museum

Die erste Version der Skulptur, aus rot lackiertem Schichtholz, wurde  für die Pyramide des Louvre in Paris geschaffen (Einzelausstellung Tony Cragg: „Figure in Figure out“  Januar bis Juni 2011). Dies war die erste Skulptur überhaupt, die auf dem Sockel im Eingangsbereich der Pyramide ausgestellt wurde.
Das Duisburger Museum Küppersmühle für Moderne Kunst zeigte eine blutrote Version von Versus (2011) in der Ausstellung „Anthony Cragg – Dinge im Kopf“.
Versus (2017) wurde von dem Wuppertaler Unternehmer Eberhard Robke aus Anlass seines 80. Geburtstags erworben und am 31. März 2017 dem Kunst- und Museumsverein Wuppertal übergeben. Der Erwerb durch Robke, einem langjährigen Vorsitzenden des Kunst- und Museumsvereins, erfolgte nicht über die Renate und Eberhard Robke-Stiftung, sondern er wollte die Skulptur persönlich als Geschenk machen. In Auftrag gegeben wurde sie von Robke nach Abschluss der Retrospektive im Juni 2016.